# Raionul Borșciv, Ternopil
Borșciv (în ucraineană Борщівський район, transliterat: Borșcivskîi raion) este un raion în regiunea Ternopil, Ucraina. Reședința sa este orașul Borșciv.

## Demografie
Componența lingvistică a raionului Borșciv
     Ucraineană (99,15%)
     Alte limbi (0,77%)
Conform recensământului din 2001, majoritatea populației raionului Borșciv era vorbitoare de ucraineană (99,15%), existând în minoritate și vorbitori de alte limbi.